# بارت فان
بارت فان (بالهولندية: Bart van Est)‏ مواليد 1 نوفمبر 1956 في هولندا، هو دراج هولندي سابق.

## سجل النتائج

### سباقات أو مراحل فاز بها
- بطولة العالم لسباق الدراجات على الطريق

## الميداليات
| الميدالية | المسابقة                                    |
| --------- | ------------------------------------------- |
| ذهبية     | بطولة العالم لسباق الدراجات على الطريق 1978 |

## روابط خارجية
- بارت فان على موقع أرشيف الدراجات (الإنجليزية)
- بارت فان على موقع إحصائيات الدراجات الإحترافية (الإنجليزية)